# Франц Рудорфер
Франц Рудорфер (нім. Franz Rudorfer; 29 липня 1897 — 19 листопада 1919) — обер-лейтенант, льотчик-ас Військово-Повітряних сил Австро-Угорщини, поручник, льотчик авіації Української Галицької Армії.

## Життєпис

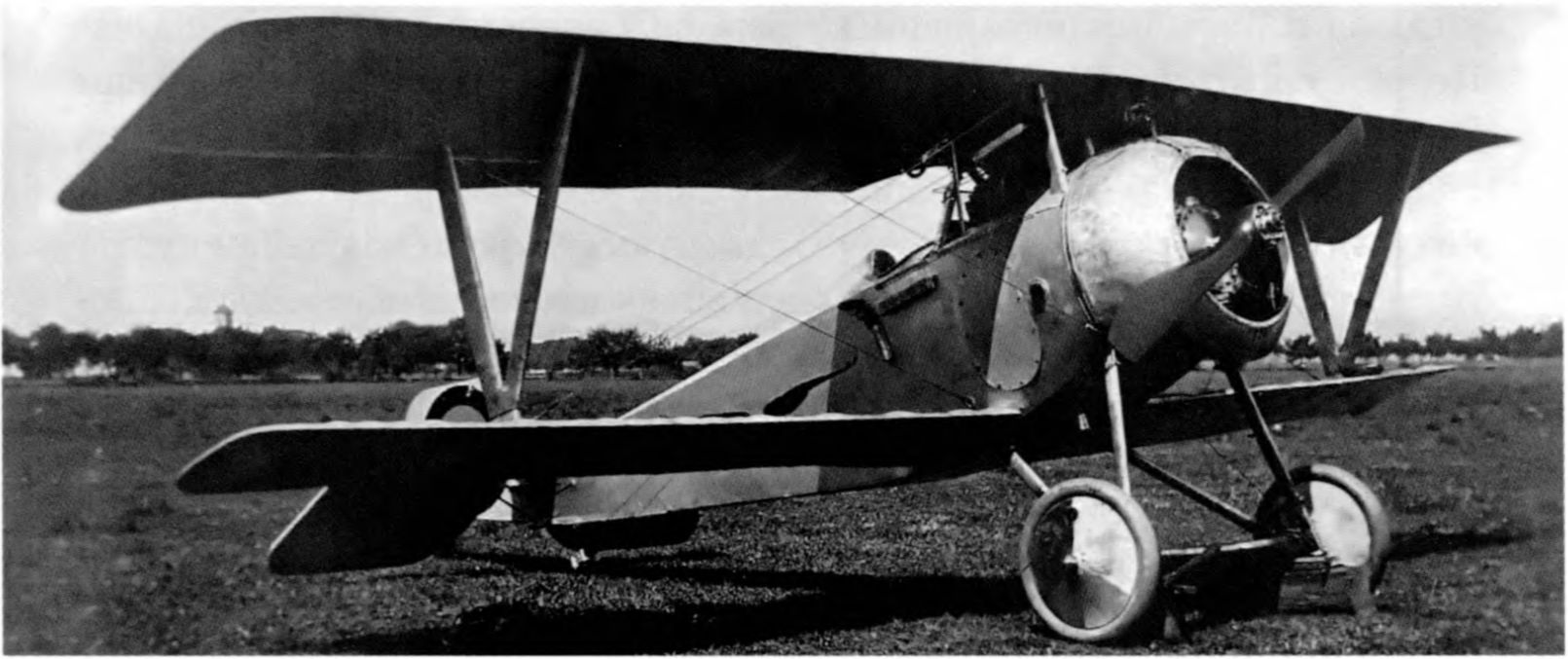
Літак «Ньєпор»-23, на якому 25 травня 1919 Франц Рудорфер перелетів до Чехословаччини

Народився 29 липня 1897 у Відні.

### В австрійській армії
Добровільно вступив на військову службу ще до початку Першої світової війни.
У серпні 1916 р. служив лейтенантом у 59-му піхотному полку. У травні 1917 р. переходить до авіації. Навчається у військовій академії у Вінер-Нойштадті. Бере участь у боях на Італійському фронті.
За час військових дій у складі авіації Австро-Угорщини одержав 11 підтверджених перемог (ще 2 так і не були підтверджені).

### На службі Україні
З 10 грудня 1918 р. добровільно вступив до Української Галицької армії. Служив у Летунському відділі, в складі якого брав участь у бойових операціях проти польських військ.
25 травня 1919 р. Франц Рудорфер на літаку «Ньєпор»-23 разом із Іваном Жарським на літаку «Ллойд» Ц.5 перелетів на територію Чехословаччини і приземлився у місті Кошиці. Пілот та літак були заарештовані місцевою владою.
Помер за нез'ясованих обставин 19 листопада 1919 р.

## Нагороди
- Орден Залізної Корони 3-го класу з військовою відзнакою і мечами
- Хрест «За військові заслуги» (Австро-Угорщина) 3-го класу з військовою відзнакою і мечами
- Бронзова медаль «За військові заслуги» (Австро-Угорщина) з мечами
- Срібна медаль за хоробрість (Австро-Угорщина) 1-го класу
- Військовий Хрест Карла